# Sentelie
Sentelie (picardisch: Chindlie) ist eine nordfranzösische Gemeinde mit 212 Einwohnern (Stand 1. Januar 2022) im Département Somme in der Region Hauts-de-France. Die Gemeinde liegt im Arrondissement Amiens und gehört zum Kanton Ailly-sur-Noye.

## Geographie
Die Gemeinde an der Grenze zum Département Oise liegt rund zehn Kilometer westlich von Conty auf den Anhöhen zwischen dem Fluss Évoissons und dem einmündenden Bach Parquets.

## Geschichte
Die mittelalterliche, in zwei Lehen geteilte Herrschaft unterstand der Katellanei von Conty.

## Einwohner
| 1962 | 1968 | 1975 | 1982 | 1990 | 1999 | 2006 | 2011 |
| ---- | ---- | ---- | ---- | ---- | ---- | ---- | ---- |
| 238  | 210  | 196  | 176  | 190  | 215  | 210  | 205  |

## Verwaltung
Bürgermeister (maire) ist seit 2001 Patrick Magnier.

## Sehenswürdigkeiten
- Kirche Saint-Nicolas aus dem 15. und 16. Jahrhundert
- ehemalige Wallfahrtskapelle Saint-Lambert (16. Jahrhundert) auf dem Friedhof südlich des Dorfs, 1926 als Monument historique eingetragen (Base Mérimée PA00116254)

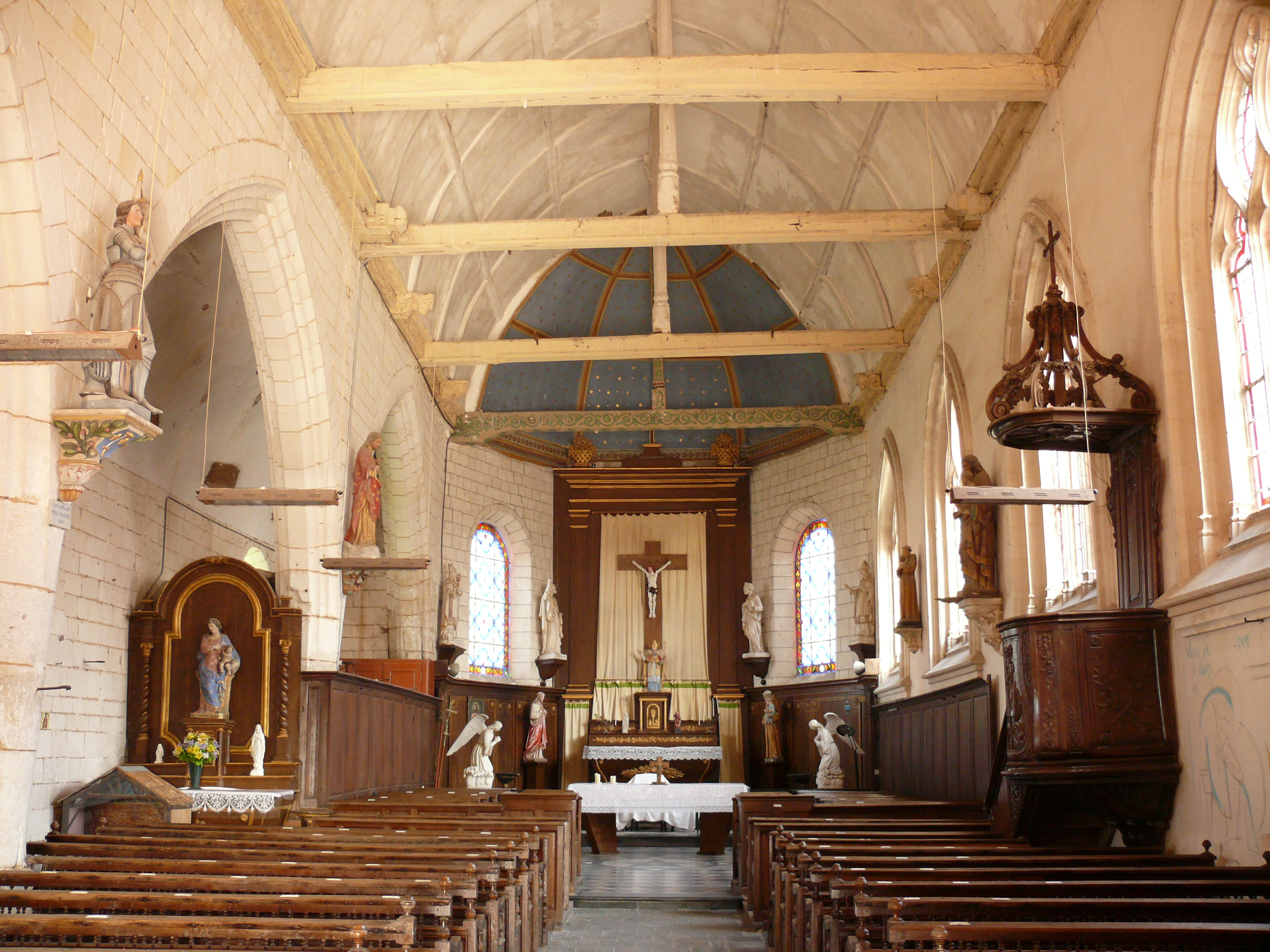
Inneres der Kirche Saint-Nicolas
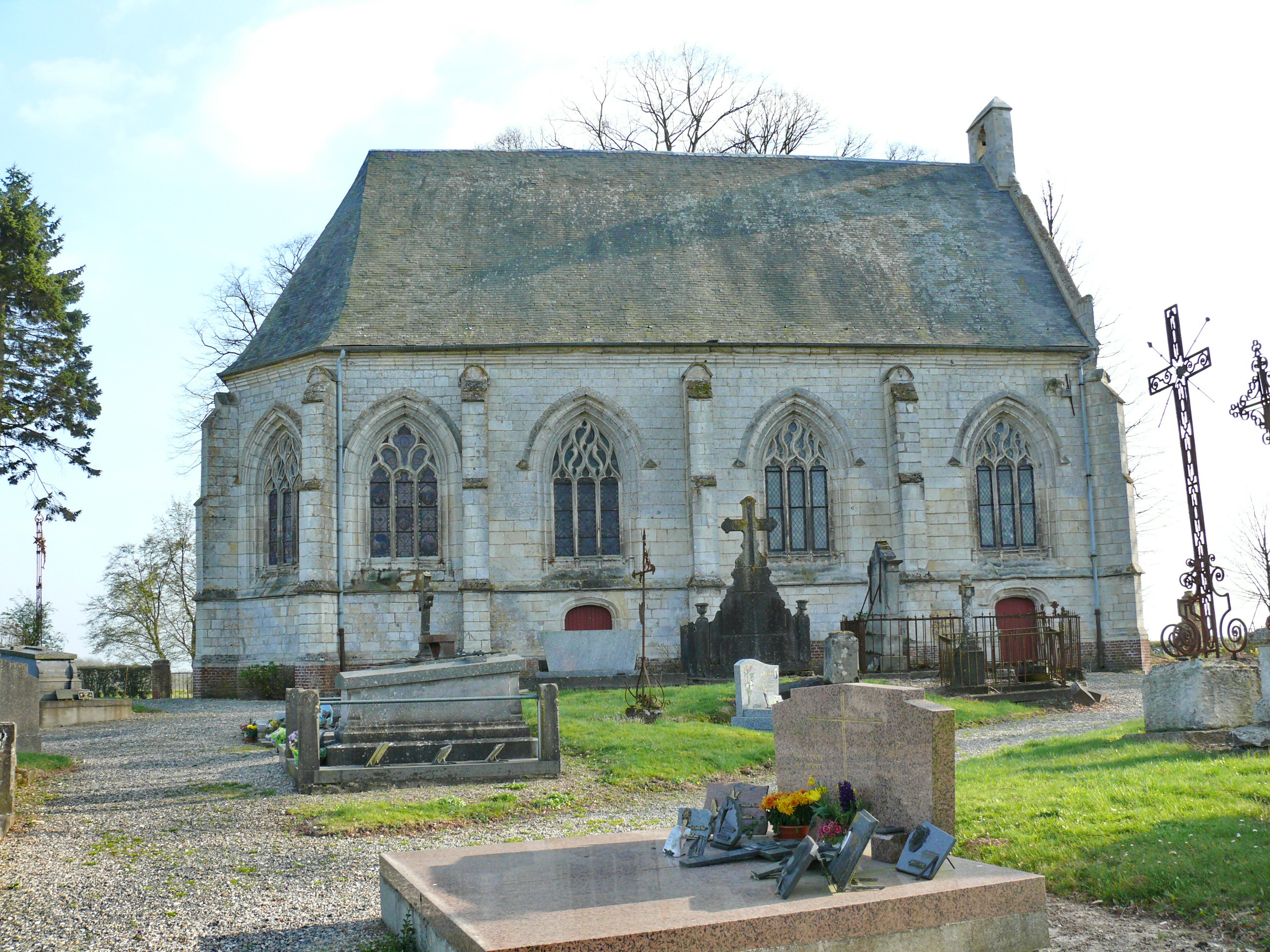
Kapelle Saint-Lambert